# Egon (prénom)
Pour les articles homonymes, voir Egon.
Egon est un prénom hongrois masculin. Il est également présent dans les pays germaniques tel que l'Allemagne, l'Autriche ou la Suisse.

## Étymologie
Version abrégée de Eginhard

## Personnalités portant ce prénom
Egon Orowan
Tous les articles commençant par « Egon »